# Felnac
Felnac is een Roemeense gemeente in het district Arad.
Felnac telt 3073 inwoners.